# Valerij Lobanovskyj
Valerij Vasylovytj Lobanovskyj (ukrainska: Вале́рій Васи́льович Лобано́вський, ryska: Вале́рий Васи́льевич Лобано́вский, Valerij Vasiljevitj Lobanovskij), född 6 januari 1939 i Kiev, Ukrainska SSR, i Sovjetunionen (nuvarande Ukraina), död 13 maj 2002 i Zaporizjzja, Zaporizkyj (rajon), Zaporizjzja (oblast) i Ukraina (stroke), var en ukrainsk fotbollstränare.
Lobanovskyj var en legendarisk tränare för Dynamo Kiev och var både sovjetisk och senare ukrainsk förbundskapten. Lobanovskyj var skaparen av Dynamo Kievs storlag som vann Cupvinnarcupen 1975 och 1986 samt Supercupen 1975. 1976 var han förbundskapten för Sovjetunionens fotbollslandslag som tog OS-brons och 1988 förbundskapten för det sovjetiska landslag som tog EM-silver. Lobanovskyj var i mångt och mycket skaparen av storspelare som till exempel Oleh Blochin och senare Andrij Sjevtjenko.
Dynamostadion i Kiev är även känd som Valerij Lobanovskyjs Dynamostadion.

## Tränaruppdrag
- Dnepro Dnepropetrovsk (1969-1973)
- Dynamo Kiev (1973-1982, 1984-1990 och 1997-2002)
  - Seger i Cupvinnarcupen i fotboll 1975 och 1986
- Sovjetunionens fotbollslandslag
  - OS-brons 1976
  - EM-silver 1988
- Förenade arabemiratens fotbollslandslag (1990-1993)
- Kuwaits fotbollslandslag (1994-1996)
- Ukrainas herrlandslag i fotboll (2000-2001)
  - Playoff till Världsmästerskapet i fotboll 2002

## Spelarkarriär
- Dynamo Kiev (1957-1964)
- FK Tjornomorets Odessa (1965-1966)
- FC Sjachtar Donetsk (1967-1968)
- 2 A-landskamper för Sovjetunionens fotbollslandslag